# Friedel Lutz
Alfred Lutz, detto Friedel (Bad Vilbel, 21 gennaio 1939 – 7 febbraio 2023), è stato un calciatore tedesco, di ruolo difensore.

## Carriera

### Club
Espletò la gran parte della propria carriera nell'Eintracht Francoforte, salvo una parentesi di una stagione (1966-1967) con il Monaco 1860 e poi le sue due ultime stagioni (1973 e 1974) in squadre di campionati minori.
Con l'Eintracht Francoforte vinse il campionato tedesco 1959. Disputò anche la finale di Coppa dei Campioni 1959-1960, persa 7-3 dal Real Madrid e in seguito la finale di Coppa di Germania 1964, anch'essa persa.

### Nazionale
Debutta nella Nazionale della Germania Ovest nel 1960, fa parte della spedizione tedesca ai Mondiali del 1966 in Inghilterra, dove disputa la sua ultima presenza in Nazionale in occasione della semifinale vinta 2-1 contro l'Unione Sovietica. Ha vestito la casacca della Nazionale per 12 volte.

## Palmarès
- Campionato tedesco: 1

Eintracht Francoforte: 1958-1959